# Браславські озера (національний парк)
Браславські озера (біл. Браслаўскія азёры) — національний парк на північному заході Білорусі, у Вітебській області.
Національний парк служить захисту унікальних природних комплексів від господарської діяльності людини, їх збереження для майбутніх поколінь. Створений в серпні 1995 р. Ядром стала Браславська група озер. До складу парку увійшла південна частина Браславського району зі значними болотними і лісовими масивами. Загальна площа національного парку становить 71,5 тис. га. З півночі на південь тягнеться на 56 км, при ширині від 7 до 29 км. Близько 17 % його території займають озера, ліси становлять 46 % поверхні.
У межах Національного парку знаходиться ряд цікавих пам'яток природи. Це окремі яскраво виражені льодовикові форми рельєфу, великі валуни, острови на озерах, біогрупи рідкісних дерев. Є численні пам'ятки історії та культури: городища різних епох, курганні збереження, культові споруди.
Ботаніки нарахували на території парку близько 500 видів флори, 20 видів є рідкісними для Білорусі.
У Національному парку «Браславські озера» ведеться наукова діяльність, а також робота з охорони природи. Центр Національного парку — м. Браслав, де розташоване керівництво і наукова база. Трудовий колектив Нацпарку налічує майже 600 чол.

## Тваринний світ
Національний парк має багатий і численний тваринний світ: тут зустрічається 189 видів пернатих, з них 45 видів відноситься до рідкісних і зникаючих.
Серед тварин, занесених у Червону книгу Білорусі, виділяються: борсук (Meles meles), рись (Lynx lynx), ведмідь бурий (Ursus arctos), лелека чорний (Ciconia nigra), журавель сірий (Grus grus), лебідь-шипун (Cygnus olor), мартин сизий (Larus canus), чорнавалевик (Calidris alpina).
Інші жителі браславських лісів: вовк (Canis lupus), свиня дика (Sus scrofa), сарна
(Capreolus capreolus), лисиця звичайна (Vulpes vulpes), лось (Alces alces), єнот уссурійський (Nyctereutes procyonoides), куниця (Martes foina) та інші.